# Diombos
Der Diombos ist ein Fluss in dem westafrikanischen Staat Senegal. Er ist ein linker südlicher Mündungsarm des in den Atlantik mündenden Saloum.

## Geographie
- Karte mit allen Koordinaten:
- OSM |
- WikiMap

Der Diombos zweigt zwischen den Städten Kaolack und Foundiougne bei den Dörfern Gagué Bokar und Guagué Modi vom Hauptstrom nach Süden ab. Circa 56 Kilometer weiter südwestlich mündet er südlich der Île de Guior und der Insel Sangomar bei der Untiefe Banc Rouge in das offene Meer. Unter Berücksichtigung seines am Anfang stark mäandrierenden Laufs ergibt sich eine Fließstrecke von etwa 78 Kilometer. Während der Diombos mit einer Breite von etwa 110 Meter vom Hauptstrom abzweigt, verengt er sich vor der Damm-Brücken-Kombination für die Überführung der Nationalstraße N 9 auf etwa 60 Meter (Der eigentliche Durchlass unter der Straße ist nur 10 Meter breit). Im weiteren Verlauf bildet er unter dem Einfluss der Gezeitenströmung eine Trichtermündung aus und ist über lange Strecken 600 bis 2000 Meter breit; die Mündungsbucht an der Küste weitet sich auf 8000 Meter.
Zwischen Saloum und Diombos sind eine Reihe mangrovengesäumter Inseln zu finden, namentlich der Archipel Îles du Gandoul sowie die große und unter so verschiedenen Namen wie île du Loog,  île de Foundiougne oder île de Soum  bezeichnete Hauptinsel mit der Départementspräfektur Foundiougne.
In Höhe der Île de Gouk zweigt nach links und Süden ein weiterer Mündungsarm vom Diombas ab, es ist der Bandiala (13° 51′ 20″ N, 16° 31′ 20″ W), an dessen Ufer Toubacouta liegt, und der sechs Kilometer nordwestlich der gambischen Grenze das Meer erreicht (13° 36′ 29″ N, 16° 36′ 31″ W).